# Amar (Rapper)
Amar (* 1983 in Mediaș; auch bekannt als Amargeddon oder Amardeus; bürgerlich Markus Endörfer) ist ein rumänisch-deutscher Rapper und Musikproduzent, der vor allem durch Zusammenarbeiten mit dem Rapper Kool Savas bekannt wurde.

## Leben und Karriere
Amar, der in Transsilvanien geboren wurde, kam mit seinen Eltern 1990 nach Deutschland. Er brach die Schule nach elf Schuljahren ab und entschied sich für eine Karriere als Rapper. Bald darauf wurde er von Kool Savas bei dessen Label Optik Records unter Vertrag genommen. Hier veröffentlichte Amar 2007 sein Mixtape Cho! Hier habt ihr euer Mixtape, das bei den Hiphop.de Awards 2007 als bestes deutsches Mixtape des Jahres prämiert wurde, und war unter anderem auf dem Labelsampler Optik Takeover! vertreten. Nachdem Optik Records 2009 geschlossen worden war, wurde es vorerst still um den Rapper.
Im September 2013 wurde bekannt, dass Amar in U-Haft sitzt und ihm eine Haftstrafe droht. Trotz des Gefängnisaufenthalts wurde das Debütalbum von Amar für 2014 angekündigt, um dessen Veröffentlichung sich sein Weggefährte Ercandize kümmerte. Am 16. Mai 2014 erschien schließlich das Album Amargeddon 2010 über das Label Major Movez von DJ Gan-G. Der Tonträger konnte für eine Woche auf Platz 51 in die deutschen Charts einsteigen. Auf dem Album befinden sich neben seinen langjährigen Weggefährten Kool Savas, Ercandize und Moe Mitchell u. a. auch Gastbeiträge der Rapper Silla, MoTrip, Timeless, Bosca und Separate.
Anfang 2015 gab Amar bekannt, dass er am 19. Juli desselben Jahres aus der Haft entlassen werden soll.
Am 25. Mai 2018 erschien sein zweites Studioalbum Erst Straße dann Rap, das Rang 100 der deutschen Charts erreichte.

## Diskografie
Alben
- 2014: Amargeddon 2010
- 2018: Erst Straße dann Rap

Mixtapes
- 2007: Cho! Hier habt ihr euer Mixtape